# David Lynch (cantante)
David Lynch (San Luis, Misuri, Estados Unidos; 3 de julio de 1929 - California, Estados Unidos; 2 de enero de 1981) fue un cantante de música soul y blues estadounidense. Fue conocido por ser uno de los integrantes del popular grupo musical The Platters.

## Carrera
En 1953 es contratado por el productor Buck Ram para integrar la agrupación musical Los Platters, junto con Tony Williams, Herb Reed, Paul Robi y Zola Taylor.
Integrante del coro del popular grupo, entre los temas que interpretaron se encuentran Great Pretender, Smoke gets in your eyes,Twilight time y Oly You, con los cuales vendieron millones de discos en todo el mundo. 
Apareció con The Platters en la primera película de rock and roll, Rock Around the Clock con Earl Barton, Lisa Gaye, Alan Freed, John Archer, entre otros. Allí interpretaron el tema Only you. Otras participaciones que tuvo fueron The Girl Can't Help It en una escena de The Platters con John Emery; y en Carnival Rock (ambas en 1957) con Susan Cabot y Brian G. Hutton. Tenor, aunque pocas veces hiciera de solista interpretó temas como I wanna, Way dow yonder in new orleans, Hula Hop, I Just got rid of a heartache y Lie Low- The calipso, esta última junto a Zola Taylor.
Su segundo gran éxito, The Great Pretender, se hizo aún más popular que Only You (1955) y proporcionó al grupo su primer disco de oro.
En 1959 durante una gira por Cincinnati, los cuatro hombres del grupo fueron arrestados acusados con cargos de posesión de drogas y prostitución. Esto arruinó la magnífica carrera del quinteto vocal, cuyos discos dejaron de emitirse por la radio. En 1970 abandonó el conjunto que contribuyó a formar.
Además de ser incluido al Salón de la Fama del Rock and Roll, fue incluido en el Salón de la Fama de Vocal Group (como miembro de The Platters) en 1998.

## Fallecimiento
David Lynch falleció el 2 de enero de 1981 en el Veterans Hospital de Long Beach en California, Estados Unidos, víctima de un cáncer a los 51 años de edad.
Al momento de su muerte estaba casado con una mujer llamada Ethel y era padre de ocho hijos.

## Filmografía
- 1959: Girls Town
- 1959: Europa di notte
- 1957: Rock All Night
- 1957: Carnival Rock
- 1957: The Girl Can't Help It
- 1956: Rock Around the Clock

## Televisión
- 1959: Toast of the Town.

## Algunos temas interpretados
- The Great Pretender
- Smoke gets in your eyes
- Twilight time
- Oly You
- Someone to watch over me
- He's Mine
- I`m Sorry
- My old flame
- As time goes by
- Way dow yonder in new orleans
- I Just got rid of a heartache
- Honeysuckle Rose
- I don't know why
- I'm Sorry
- By the rover Sainte Marie
- Remember When
- Hula Hop
- Sixteen Tons